# Збелово
Збелово (словен. Zbelovo) — поселення в общині Словенське Коніце, Савинський регіон, Словенія. Висота над рівнем моря: 267,1 м.